# Emo Philips
Emo Philips (nacido el 7 de febrero de 1956) es un comediante, actor, actor de doblaje, escritor y productor estadounidense. Su personaje de comedia de pie hace uso de paraprosdokianos hablados en un tono de voz de falsete errante. La entrega confusa e infantil de su material produce el momento cómico previsto de una manera que invoca la "sabiduría de los niños" o el sabio idiota .

## Carrera
El personaje de Emo Philips es ampliamente conocido por su aspecto único y sus travesuras en el escenario, apareciendo como un individuo inquieto, posiblemente perturbado mentalmente, nervioso pero muy inteligente con una obsesión por la ensalada de col . Philips se mueve constantemente a lo largo de la rutina, a menudo pasando de estar sentado a estar de pie, deambulando de un extremo a otro en el escenario, jugando con su cabello o su ropa, o yendo tan lejos como para desnudarse parcialmente mientras da golpes. Su comedia, que es en gran parte autocrítica e irónica, a menudo se entrega en un falsete modulado. Su aspecto (descrito ocasionalmente como geek, disco e inspirado en el vodevil), particularmente su cabello, un estilo de los años 70 con flecos frontales rectos, ha sido una parte distintiva de su apariencia y actuación durante la mayor parte de su carrera. 
Philips ha grabado tres álbumes de comedia. Su álbum E = mo², grabado en vivo en Caroline's en Manhattan, Nueva York, ganó el 1985 New Music Award al mejor álbum de comedia. Más tarde fue relanzado junto con su álbum Live at the Hasty Pudding Theatre en un solo CD . También lanzó un álbum llamado Emo en 2001. Una broma suya fue votada como la broma religiosa más divertida en una encuesta en línea de 2005. En 2006, apareció en el Newbury Comedy Festival . Fue incluido en el top 50 de 100 mejores comediantes de E4, y también apareció en el número 54 en las 100 mejores standups de Channel 4. 
Además de la larga carrera de Philips como comediante, ha aparecido en diferentes personajes en actuaciónes en series de televisión como Miami Vice y The Weird Al Show . En 2006, apareció en la televisión británica, como invitado en el juego de panel 8 de 10 gatos. Philips tiene varios créditos de voz en off, incluido el trabajo en la serie animada Dr. Katz, Terapeuta profesional ; Películas caseras ; Space Ghost de costa a costa ; Adventure Time como Cuber, el misterioso narrador; y la voz de Dooper en la serie animada Slacker Cats . Philips también apareció en 4 episodios de @midnight, en febrero de 2015, 8 de abril de 2016, un episodio temático de la década de 1990 el 26 de septiembre de 2016 y el episodio final el 4 de agosto de 2017. 
Ha aparecido en películas como UHF de 1989 (como Joe Earley, un maestro de tienda escolar bastante torpe que accidentalmente se corta el pulgar) y Desperation Boulevard en 1998. Además, apareció en la versión original de 1992 de Meet the Parents (también productor ejecutivo) y fue productor asociado de la nueva versión de 2000 .
Alrededor de 2001, Philips comenzó a aparecer con más frecuencia después de un paréntesis en la década de 1990. Su aspecto se modificó drásticamente, apareciendo más "nuevo milenio" en lugar de su característico bob y el look casual disco de los años 70. Ahora llevando sal y pimienta con el pelo canoso y vestido con ropa deportiva negra, Philips ofreció la misma rutina de comedia pero con una personalidad mucho más tenue. Aunque todavía inquieto, Philips ya no llevaba accesorios al azar o se desvestía como solía hacerlo. Al igual que la mayoría de los comediantes de la era Reagan, Philips sintió la necesidad de adaptarse a los tiempos y estilos cambiantes de la floreciente era digital en un esfuerzo por mantenerse relevante para el público más joven, particularmente en la Generación X y los Millennials de los últimos años, que constituían la mayoría de las poblaciones universitarias durante la época y la primera parte de la década de 2000.
Emo solo tuvo una aparición durante unos años, retirándose en 2005 y emergiendo nuevamente en el circuito de comedia alrededor de 2010 con su aspecto y personalidad clásicos. Desde entonces, ha experimentado un resurgimiento considerable en popularidad y ha sido actor destacado en muchas giras nacionales de comedia en los últimos años, apareciendo en el Festival de Comedia Moontower en Austin, Texas y apareciendo con frecuencia en Comedia 24/7 . 
"Weird Al" Yankovic y Philips viajaron juntos por todo Estados Unidos en 2018, en el Vanid Tour Ridículamente autoindulgente y mal de Yankovic.

## Filmografía

### Películas
| Año  | Título                                     | Papel                        | Notas                                                    |
| ---- | ------------------------------------------ | ---------------------------- | -------------------------------------------------------- |
| 1989 | UHF                                        | Joe Earley                   |                                                          |
| 1989 | Viaje al centro de la Tierra               | Nimrod                       |                                                          |
| 1992 | Conocer a los padres                       | Empleado de tienda de videos | También guionista y productor ejecutivo                  |
| 1992 | The Can Man                                | The Can Man                  | Cortometraje                                             |
| 1995 | El admirador                               |                              | Guionista; directo a video                               |
| 1998 | Boulevard de la desesperación              | Rol desconocido              |                                                          |
| 2000 | Conocer a los padres                       |                              | Productor asociado; nueva versión de la película de 1992 |
| 2005 | Los aristócratas                           | Él mismo                     | Documental                                               |
| 2006 | Extraños relativos                         | Invitado en Hoedown          |                                                          |
| 2008 | La séptima pitón                           | Él mismo                     | Documental                                               |
| 2014 | Ascenso de los electrodomésticos de cocina | Blender (voz)                | Cortometraje                                             |
| 2015 | Bolsas de tierra americanas                | El cuñado de Gundealer       |                                                          |
| 2017 | Morir Riendo                               | Él mismo                     | Documental                                               |
| TBA  | Acecho emo                                 | Él mismo                     | Documental                                               |
| TBA  | Debajo de los árboles de Smogberry         | Él mismo                     | Documental                                               |

### Televisión
| Year      | Title                                          | Role                          | Notes                                       |
| --------- | ---------------------------------------------- | ----------------------------- | ------------------------------------------- |
| 1984–89   | Late Night with David Letterman                | Él mismo                      | Five episodios                              |
| 1985      | Miami Vice                                     | Rat Race Contestant           | episodio: "Phil the Shill"                  |
| 1986      | The Bob Monkhouse Show                         | Él mismo                      | episodio: #3.6                              |
| 1987      | Emo Philips Live! at the Hasty Pudding Theatre | Él mismo                      | TV special                                  |
| 1987      | Stand-Up America                               | Él mismo                      | One episodio                                |
| 1987      | The Max Headroom Show                          | Él mismo                      | episodio: #1.5                              |
| 1987      | The Secret Policeman's Third Ball              | Él mismo                      | TV special                                  |
| 1987      | Showtime at the Apollo                         | Él mismo                      | episodio: #1.7                              |
| 1988      | Howard Stern's Negligeé and Underpants Party   | Él mismo                      | TV film                                     |
| 1988      | 2nd Annual American Comedy Awards              | Él mismo                      | TV special                                  |
| 1989      | The Hippodrome Show                            | Él mismo                      | episodio: #1.5                              |
| 1989–90   | The Arsenio Hall Show                          | Él mismo                      | Two episodios                               |
| 1990      | The Lowdown                                    | Él mismo                      | episodio: "Making People Laugh"             |
| 1990      | Emo Philips: Comedian and Mammal               | Él mismo                      | TV special                                  |
| 1991      | Molson Canadian Comedy Releaf                  | Él mismo                      | TV special                                  |
| 1991      | Amnesty International's Big 30                 | Él mismo                      | TV special                                  |
| 1995–96   | Dr. Katz, Professional Therapist               | Emo (voice)                   | Two episodios                               |
| 1997      | The Weird Al Show                              | Dr. Philips / The Slawmeister | Two episodios                               |
| 1998      | It's All About the Pentiums                    | Office Guy                    | Music video                                 |
| 1998      | Space Ghost Coast to Coast                     | Él mismo                      | episodio: "Curses"                          |
| 1999      | Behind the Music                               | Él mismo                      | episodio: "Weird Al Yankovic"               |
| 1999–2004 | Home Movies                                    | Shannon (voice)               | Three episodios                             |
| 2001      | Late Show with David Letterman                 | Él mismo                      | episodio: "October 5, 2001"                 |
| 2002      | Late Friday                                    | Él mismo                      | episodio: #2.12                             |
| 2004      | The World Stands Up                            | Él mismo                      | One episodio                                |
| 2004–05   | Late Night with Conan O'Brien                  | Él mismo                      | Two episodios                               |
| 2005      | Just for Laughs                                | Él mismo                      | Two episodios                               |
| 2006      | 8 Out of 10 Cats                               | Él mismo                      | episodio: #3.7                              |
| 2007      | Scott Bateman Presents: Scott Bateman Presents | Él mismo                      | episodio: "One"                             |
| 2007      | 100 Greatest Stand-Ups                         | Él mismo                      | TV special                                  |
| 2007–09   | Slacker Cats                                   | Dooper (voice)                | 10 epsiodes                                 |
| 2010      | Iron Core Talk                                 | Él mismo                      | One episodio                                |
| 2012–16   | Adventure Time                                 | Cuber / Flour Demon (voice)   | Six episodios                               |
| 2014      | TripTank                                       | Karl (voice)                  | One episodio                                |
| 2016      | Funny as Hell                                  | Él mismo                      | episodio: #6.6                              |
| 2016–17   | @midnight                                      | Él mismo                      | Three episodios                             |
| 2017      | Ben and Holly's Little Kingdom                 |                               | Writer; episodio: "Welcome to Ben's Palace" |
| 2017      | SXSW Comedy with Natasha Leggero: Part 2       | Él mismo                      | TV special                                  |
| 2017–19   | Welcome to the Wayne                           | Dennis O'Bannon (voice)       | Six episodios                               |
| 2018      | Hunky Boys Go Ding-Dong                        | Cecil                         | TV film                                     |
| 2019      | Le Lineup du Bordel                            | Él mismo                      | Two episodios                               |
| 2019      | Crashing                                       | Él mismo                      | episodio: "The Viewing Party"               |
| 2019      | Vendors                                        | Len                           | TV film                                     |

### Videojuegos
| Año  | Título                                            | Papel       | Notas |
| ---- | ------------------------------------------------- | ----------- | ----- |
| 2015 | Hora de Aventuras: Investigaciones de Finn y Jake | Cuber (voz) |       |